# Reinhard Libuda
Reinhard "Stan" Libuda, född 10 oktober 1943, död 25 augusti 1996, var en tysk fotbollsspelare (mittfältare) som mellan 1963 och 1971 spelade 26 matcher för det västtyska landslaget och var med och tog VM-brons 1970. Libuda gjorde det avgörande målet mot Skottland i kvalet till VM-turneringen. I Cupvinnarcup finalen 1966 gjorde han det avgörande målet på övertid mot Liverpool då Borussia Dortmund vann med 2-1. Annars tillbringade Libuda största delen av sin klubblagskarriär i Schalke 04 där han spelade 215 ligamatcher.
1971 uppdagades Bundesligaskandalen, där bland annat spelare tog emot mutor för att göra läggmatcher. Libuda var en av spelarna och stängdes först av på livstid av förbundet men benådades senare efter två år (då Libuda spelat i franska Strasbourg).
Libuda avled 1996 till följd av komplikationer efter en stroke. 

## Meriter
- 26 A-landskamper för Västtyskland
- VM i fotboll: 1970 (brons)